# 비거니즘

비거니즘의 로고

비거니즘(영어: veganism)은 다양한 이유로 동물 착취에 반대하는 철학이다. 비건(vegan) 식습관에 그치지 않고 가죽제품, 양모, 오리털, 동물 화학 실험을 하는 제품 등 동물성 제품 사용 등도 피하는, 보다 적극적인 개념을 뜻할 수도 있다. 동물을 착취해서 만든 모든 것들의 소비를 지양하는 사람을 비건(vegan)이라고도 한다.

## 같이 보기
- 매크로바이오틱스(macrobiotics)
- 채식주의
- 식이요법
- 스트레스 관리
- 동물당